# Tx26 (W1A)

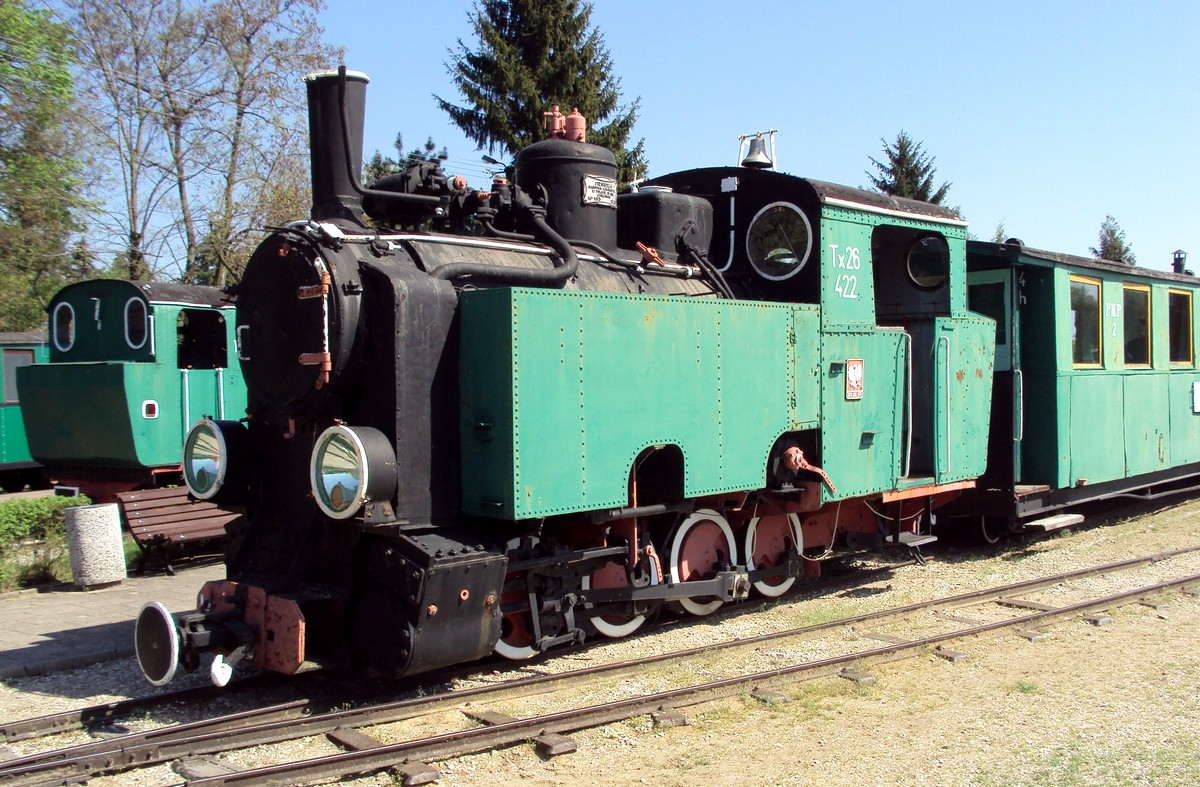
Tx26-422 w Muzeum Kolei Wąskotorowej w Wenecji

Tx26 typu W1A (Pińczów) – typ polskich parowozów wąskotorowych, budowanych w latach 1926–1928 w Pierwszej Fabryce Lokomotyw SA (Fablok) w Chrzanowie, zaliczonych następnie do serii PKP Tx26. Były to tendrzaki o układzie osi D, na tor o rozstawie 600 mm. Zbudowano sześć lokomotyw tego typu, z których dwie są zachowane jako eksponaty. Oprócz tego, do serii Tx26 zaliczono po 1961 roku odmienny parowóz Tx26-427 typu W2A.

## Historia
W 1925 roku Zarząd Pińczowskich Kolei Dojazdowych zamówił w Pierwszej Fabryce Lokomotyw w Chrzanowie (Fablok) dwa parowozy na tor szerokości 600 mm, które miały być zdolne uciągnąć pociąg o masie 80 ton na wzniesieniu o nachyleniu 15‰ z prędkością 10 km/h. Ponieważ Fablok nie budował do tej pory lokomotyw wąskotorowych, zakupił dokumentację dwóch typów parowozów (o trzech i czterech osiach napędnych) na tor szerokości 760 mm w austriackiej fabryce StEG, z którą współpracował. Na podstawie dokumentacji lokomotywy czteroosiowej Biuro Konstrukcyjne Fabloku do połowy 1926 roku opracowało parowóz na tor szerokości 600 mm, o oznaczeniu fabrycznym W1A (W oznaczało parowóz wąskotorowy, A – cztery osie napędne, 1 – pierwszy projekt o takim układzie osi). Obie lokomotywy o numerach fabrycznych 149 i 150 zostały wyprodukowane i dostarczone w grudniu 1926 roku. Były to pierwsze lokomotywy wąskotorowe zbudowane w Polsce. Od zamawiającej kolei określano je jako typ „Pińczów”. Ponieważ konstrukcja została uznana za udaną, kolej zamówiła dalsze cztery parowozy, zbudowane w 1927 (numery 175 i 176) i 1928 roku (numery 185 i 186).
W 1930 roku pińczowska kolej została przejęta przez Polskie Koleje Państwowe, wchodząc w skład Jędrzejowskiej Kolei Wąskotorowej. Lokomotywy otrzymały oznaczenia PKP serii D z numerami 1306-1309 i 1311-1312. Podczas II wojny światowej zostały przejęte przez Niemców i dalej tam służyły pod numerami 99 1588-1591 i 99 1593-1594. Jedynie parowóz 99 1591 (nr 176), uszkodzony w 1939 roku podczas bombardowania, został złomowany. Po wojnie używano ich w dalszym ciągu na kolei jędrzejowskiej. W 1947 roku zaliczono je do zbiorczej serii PKP Tx3, pod oznaczeniami Tx3-422 do 426. Tx3-426 został skasowany już w 1948 roku. Po przebudowie tej kolei na rozstaw toru 750 mm, przeprowadzonej do połowy lat 50., parowozy te wysłano na inne koleje. W 1954 roku parowóz Tx3-422 skierowano na Bydgosko-Wyrzyskie Koleje Dojazdowe, a już w 1950 roku pozostałe trzy na Mławską Kolej Dojazdową. W związku z przebudową także tej kolei na szerokość 750 mm, w 1961 roku Tx3-425 przesłano do Białośliwia na koleje bydgoskie, a Tx3-423 i 424 na Jarocińską Kolej Dojazdową. Od 1 stycznia 1961 roku zmieniono ich oznaczenie serii na ostateczne Tx26, według systemu oznaczania lokomotyw polskiego pochodzenia. Tx26-422 skreślono z inwentarza PKP 19 sierpnia 1978, a Tx26-423 – 7 marca 1978.
Obie pozostałe lokomotywy zachowano do celów muzealnych – Tx26-422 trafił do Muzeum Kolei Wąskotorowej w Wenecji, a Tx26-423 został ustawiony na placu zabaw Ośrodka Wypoczynkowego Milicji Obywatelskiej w Kiekrzu, a następnie został przekazany Poznańskiemu Klubowi Modelarzy Kolejowych i po odnowieniu ustawiony jako pomnik na Kolejce Parkowej Maltanka w Poznaniu. W roku 2010 dzięki pracy wolontariuszy SPM Maltanka parowóz zyskał ciemnooliwkowe malowanie, jakie nosił na Jarocińskiej Kolej Dojazdowej.
| Numer fabryczny/rok | oznaczenia: 1930-1939 (PKP) | 1940-1946 (DRG/PKP) | 1947-1961 (PKP) | od 1961  | los              |
| ------------------- | --------------------------- | ------------------- | --------------- | -------- | ---------------- |
| Fablok 149/1926     | D-1306                      | 99 1588             | Tx3-422         | Tx26-422 | eksponat od 1978 |
| Fablok 150/1926     | D-1307                      | 99 1589             | Tx3-423         | Tx26-423 | eksponat od 1973 |
| Fablok 175/1927     | D-1308                      | 99 1590             | Tx3-424         | Tx26-424 | skasowany 1968   |
| Fablok 176/1927     | D-1309                      | 99 1591             | –               | –        | skasowany 1940   |
| Fablok 185/1928     | D-1311                      | 99 1593             | Tx3-425         | Tx26-425 | skasowany 1973   |
| Fablok 186/1926     | D-1312                      | 99 1594             | Tx3-426         | –        | skasowany 1948   |

## Istniejące egzemplarze
- Tx26 – 422 – nieczynna;
  - Eksponat w Muzeum Kolei Wąskotorowej w Wenecji

- Tx26 – 423 – nieczynna;
  - Eksponowany przy stacji początkowej Kolejki Parkowej Maltanka w Poznaniu.